# École supérieure de physique et de chimie industrielles de la ville de Paris
École supérieure de physique et de chimie industrielles de la ville de Paris, također poznata i pod imenom ESPCI, francuska je grande école i sastavni fakultet Université Paris sciences et lettres. Obrazuje studente preddiplomskog i diplomskog studija iz fizike, kemije i biologije te provodi istraživanja na tim područjima na visokoj razini. Rangiran je kao prvi francuski École d'Ingénieurs na Šangajskoj ljestvici 2017. godine.

## Poznati maturanti
- Frédéric Joliot-Curie, francuski fizičar
- Philippe Dreyfus, Francuski informatički pionir
- Vladimir Kosma Zworykin, američki izumitelj ruskoga podrijetla

## Vanjske poveznice
- ESPCI Paris